# Visconde de Pedralva
Visconde de Pedralva é um título nobiliárquico criado por D. Carlos I de Portugal, por Decreto de data desconhecida, em favor de Francisco Coelho do Amaral dos Reis.
Titulares
1. Francisco Coelho do Amaral dos Reis, 1.º Visconde de Pedralva.

Após a Implantação da República Portuguesa, e com o fim do sistema nobiliárquico, usou o título: 
1. Francisco Caetano Keil Coelho do Amaral, 2.º Visconde de Pedralva.